# Richard Bruce Silverman

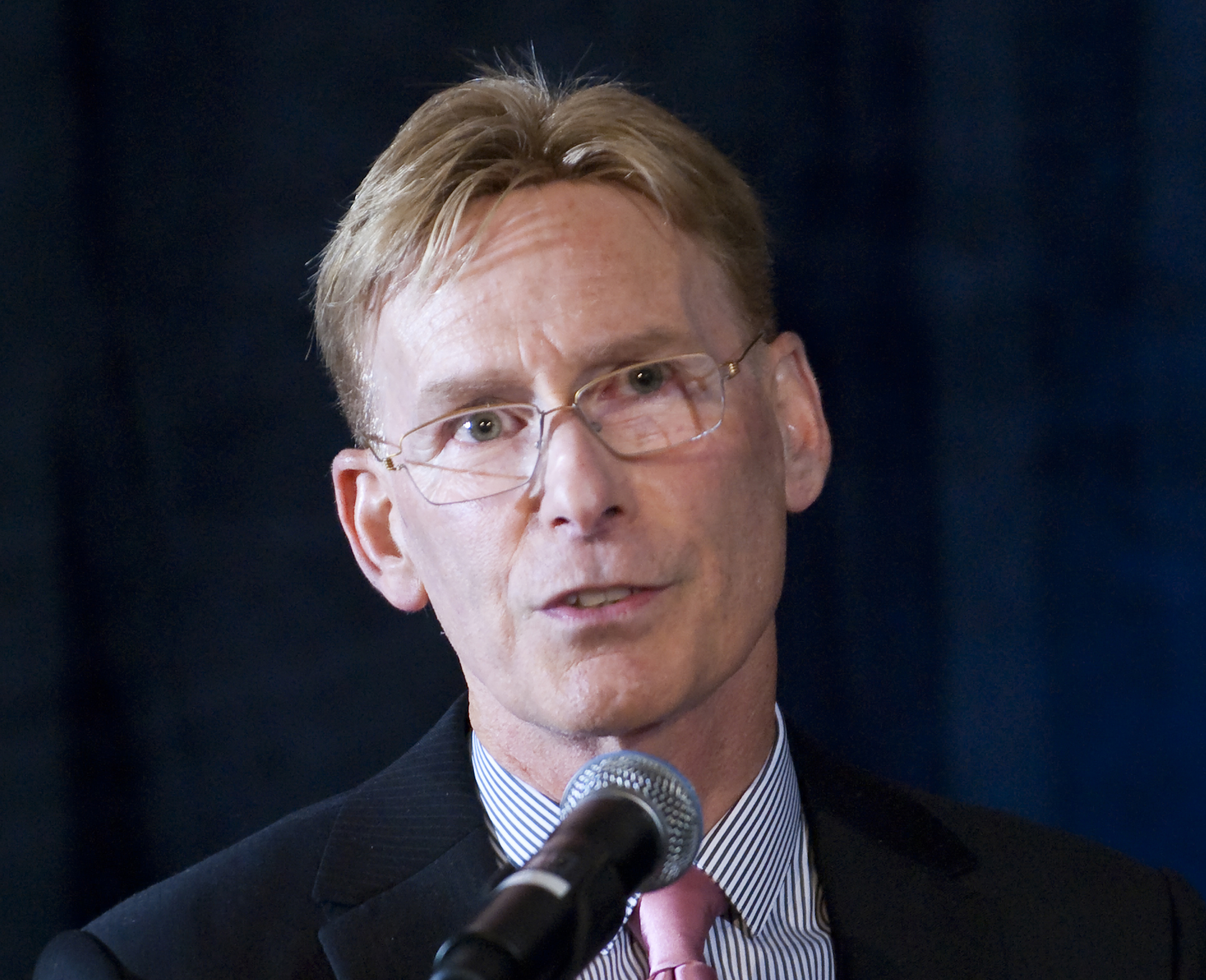
Richard Silverman 2009

Richard Bruce Silverman (* 12. Mai 1946 in Philadelphia) ist ein US-amerikanischer Chemiker.

## Leben
Silverman ging auf die Central High School in Philadelphia und studierte Chemie an der Pennsylvania State University (Bachelor 1968) und an der Harvard University, an der 1972 den Master-Abschluss erhielt und 1974 bei David Dolphin in organischer Chemie promoviert wurde (Dissertation: Model Studies for Coenzyme B12-Dependent Enzyme-Catalyzed Rearrangements). Von 1969 bis 1971 leistete er Wehrdienst nicht in Vietnam, sondern am Walter Reed Army Institute of Research ab. Als Post-Doktorand war er an der Brandeis University bei Robert Abeles. Seit 1976 lehrt er an der Northwestern University, an der er 1986 sowohl Professor für Chemie als auch für Biochemie, Molekularbiologie und Zellbiologie wurde.  1988 bis 1996 war er dort Arthur Andersen Professor für Chemie, 2001 bis 2004 Charles Deering McCormick Professor of Teaching Excellence, 2004 bis 2015 John Evans Professor für Chemie und ab 2015 Patrick G. Ryan/Aon Professor.
Er ist bekannt für Forschungen zu Enzym-basierten organischen Reaktionen und speziell Blockierung von Enzymen und entwickelte Medikamente für Krankheiten des Nervensystems (wie Epilepsie, Parkinson, Alzheimer, ALS, infantile Zerebralparese) und bestimmte Krebsarten. Insbesondere entwickelte er das Medikament Pregabalin für Epilepsie, das von Pfizer unter dem Handelsnamen Lyrica vermarktet zu einem Blockbuster wurde. Es fördert die Produktion des natürlichen Neuro-Inhibitors GABA. Sein Labor entwickelte einen Inhibitor für Ornithinaminotransferase (OAT), die in einigen Krebsarten überproduziert wird. Der Inhibitor bremste das Wachstum von Leberkrebs bei Mäusen.  Weiter forscht er an GABA-Inhibitoren (Inaktivierung der GABA-Aminotransferase) mit Anwendung beim West-Syndrom. Im Bezug auf ALS arbeitet sein Labor an Proteinaggregations-Inhibitoren und sie arbeiten an Inhibitoren für NO-Synthasen mit möglichen Anwendungen bei einer Reihe neurodegenerativer Erkrankungen (Parkinson, Alzheimer,  Infantile Zerebralparese).
1981 war er Sloan Research Fellow. 2009 erhielt er die Perkin Medal, 2013 den Centenary Prize der Royal Society of Chemistry und 2021 den Tetrahedron-Preis. Er ist Mitglied der American Academy of Arts and Sciences und Fellow der American Chemical Society, der Royal Society of Chemistry, der National Academy of Inventors, der American Association for the Advancement of Science und der National Academy of Sciences.
Er hält 128 Patente und veröffentlichte rund 385 wissenschaftliche Arbeiten (2021).

## Schriften (Auswahl)
- Mechanism-based enzyme inactivation : chemistry and enzymology, CRC Press 1988
- The organic chemistry of enzyme-catalyzed reactions, Academic Press 2000, 2002
- mit Mark W. Holladay: The Organic Chemistry of Drug Design and Drug Action, Academic Press, 1992, 2004, 3. Auflage 2014
- From Basic Science to Blockbuster Drug: The Discovery of Lyrica. In: Angewandte Chemie International Edition. Band 47, Nr. 19, 28. April 2008, S. 3500–3504, doi:10.1002/anie.200704280.
- Design and mechanism of GABA aminotransferase inactivators, treatments for epilepsies and addictions, Chem. Rev., Band 118,  2018, S. 4037–4070.